# Catatau
Eberti Marques de Toledo (ur. 1 marca 1986) – brazylijski piłkarz występujący na pozycji napastnika.

## Kariera piłkarska
Od 2004 do 2011 roku występował w Guarani FC, Malatyaspor, Paysandu SC, Santo André, Brasiliense, Yokohama FC, Portuguesa, Mirassol, América, Marília, Monte Azul i Nacional.